# Коппола, Пьетро Антонио
Пьетро Антонио Коппола (итал. Pietro Antonio Coppola; 11 декабря 1793, Кастроджованни, королевство Сицилия — 13 ноября 1876, Катания, королевство Италия) — итальянский композитор.

## Биография
Пьетро Антонио Коппола родился 11 декабря 1793 года в Кастроджованни (ныне Энна), в королевстве Сицилия в семье композитора и капельмейстера Джузеппе Копполы и его второй жены Феличии Кастро да Леонфорте. У него рано проявились способности к музыке, но отец будущего композитора не желал видеть его музыкантом. 
В 1795 году вместе с семьёй Пьетро Антонио Коппола переехал в Катанию. В течение семи лет музыкой с ним занимался старший брат Франческо Коппола. Оценив по достоинству талант сына, который уже 12 лет стал автором нескольких вокальных и инструментальных сочинений, отец в течение пяти последующих лет сам занимался с ним музыкой.
Вскоре молодой музыкант приобрёл популярность как исполнитель среди местной аристократии. Существует предание, что он был одним из первых учеников молодого Винченцо Беллини. В 1810 году Пьетро Антонио Коппола стал преемником отца, заняв место концертмейстера и директора муниципального театра в Катании, где проработал до 1832 года. 
Около 1815 года он приехал в Неаполь и поступил в консерваторию Санта-Мария-делла-Пьета-деи-Туркини, где был учеником Феделе Фенароли и Николы Цингарелли.
Его первая опера-буфф «Сын-разбойник» (итал. Il figlio bandito), или «Сын разбойника» (итал. Il figlio del bandito) была поставлена на сцене Театро дель Фондо в Неаполе 18 января 1816 года. В 1816 году в муниципальном театре Катании была поставлена его новая опера-буфф «Артале Арагонский» (итал. Artale d'Aragona). В начале карьеры композитор написал много духовных сочинений, часть которых, к сожалению не сохранилась, как, например, «5 гимнов в честь Святой Агаты» (итал. 5 composizioni di onore di Santa Agata), покровительницы города Катании, созданные им между 1821 и 1830 годами.
В 1825 году на сцене муниципального театра Катании, по случаю дня рождения Франческо I, короля Обеих Сицилий была поставлена первая опера-сериа Пьетро Антонио Копполы «Судьба» (итал. Il destino), не получившая признания у публики. В том же году им была написана опера «Ахилл в Скиросе» (итал. Achille in Sciro). В 1832 году он перешёл на место дирижёра оркестра театра Сан-Карло в Неаполе. В январе 1833 года на либретто Карло Гольдони им была поставлена опера «Венецианский гондольер, или Презирающие любовь» (итал. Il gondoliere di Venezia ossia Gli sdegni amorosi).
В 1835 году для театра в Риме композитор написал оперу «Нина сошедшая с ума от любви» (итал. Nina pazza per amore), премьера которой состоялась 14 февраля того же года. Опера была принята зрителями и в следующие два года была поставлена на сценах шестнадцати оперных театров Италии, а также в театрах Лиссабона, Вены, Одессы, Керкиры, Барселоны, Мадрида, Нью-Йорка, Буэнос-Айреса и Гаваны. Переведённая на французский язык, 9 декабря 1839 года она была поставлена на сцене театра Опера-Комик в Париже под названием «Ева» (итал. Eva).
Следующая опера Пьетро Антонио Копполы «Иллинези» (итал. Gli Illinesi), сочиненная им в 1835 году, также имела зрительский успех. По предложению импресарио Бартоломео Мерелли он написал оперу «Праздник роз, или Генриетта фон Байнфельд» (итал. Festa della rosa ossia Enrichetta di Baienfeld) для Кернтнертор-театра в Вене, премьера которой с успехом прошла 29 июня 1836 года. Тогда же для театра Каноббьяна в Милане им была написана опера «Красавица Челеста дельи Спаради» (итал. La bella Celeste degli Spadari), поставленная в июне 1837 года.
Вместе с Гаэтано Доницетти, Джованни Пачини, Саверио Меркаданте и Николой Ваккаи участвовал в написании «Кантаты на смерть Марии Малибран» (итал. Cantata in morte di Maria Malibran), впервые исполненной в театре Ла Скала 17 марта 1838 года самыми известными певцами того времени, такими, как Тереза Брамбилла, Мариетта Брамбилла, Орацио Картадженова, София Шоберлехнер.
6 ноября 1838 года на сцене всё того же театра Ла Скала состоялась премьера его оперы «Форейтор Лонжюмо» (итал. Il postiglione di Longjumeau). В 1839 году в Лиссабоне композитор представил публике свою новую оперу-сериа «Джованна I, королева Неаполя» (итал. Giovanna I, regina di Napoli), успех которой принёс автору звание члена Королевской консерватории Лиссабона. В том же году он был назначен пожизненным дирижёром оркестра театра Сан Карлуш в Лиссабоне, для которого написал оперу-сериа «Инес де Кастро» (итал. Ines de Castro). В 1843 году Пьетро Антонио Коппола сочинил оперу «Эльф» (итал.  Il folletto), поставленную в Риме, и получил также звание почетного композитора Академии Святой Цецилии.
В 1846 году он написал оперу «Сирота, дочь гвельфов» (итал. L'orfana guelfa), а следом в 1847 году оперу-сериа «Фингал» (итал. Fingal). В 1865 году композитор вернулся в Катанию, где ещё в 1858 году его портрет был помещен в местном университете рядом с портретами знаменитейших жителей города, и по этому случаю была отчеканена золотая монета. Он был избран почётным членом научного сообщества и в его честь был назван один из видов моллюсков (итал. Cerithiopsis Coppolae).
Пьетро Антонио Коппола вернулся в Лиссабон, где продолжил работать в качестве дирижёра в театре Сан Карлуш. Созданные им в этот период оперы были главным образом на португальском языке. 23 июня 1853 года состоялась премьера последней оперы композитора «Кольцо Соломона» (порт. Oaunel de Salamao). В 1866 году в дар городу Катании им была написана оратория «Маттафия-победитель» (итал. Matatia vincitore).
В 70 лет он женился на вдове, которая родила ему двоих детей. В октябре 1871 года, испытывая ностальгию по родине, композитор оставил Португалию. В Италии он поселился в Новаре, где в течение трех лет занимал место капельмейстера в капелле кафедрального собора, для которого написал несколько духовных сочинений. В 1873 году Пьетро Антонио Коппола переехал в Катанию. С того времени композитор писал только духовные сочинения. Он был назначен почетным директором различных музыкальных учреждений города. Его бюст работы скульптора Сальваторе Гримальди, был установлен в саду Винченцо Беллини. 5 февраля 1874 года по случаю праздника Святой Агаты композитор сочинил «Мессу» (итал. Messa), которая была исполнена в кафедральном соборе. В 1876 году им был написан «Реквием» (итал. Messa di requiem), в честь перезахоронения Винченцо Беллини на родине. 24 сентября 1876 года композитор стал членом-корреспондентом Академического королевского музыкального института во Флоренции. Его последним сочинением стала кантата «Свободный голос» (итал. Ilvoto sciolto).
Пьетро Антонио Коппола умер в Катании 13 ноября 1876 года.

## Творческое наследие
Творческое наследие композитора включает 16 опер, одну ораторию, две кантаты, а также духовные и вокальные сочинения.